# 500 Park Avenue
500 Park Avenue ist ein Wohn- und Bürohochhaus mit gemischter Nutzung in Midtown Manhattan in New York City. Es besteht aus dem 11-stöckigen unter Denkmalschutz stehenden Pepsi-Cola Building und dem 40-stöckigen 500 Park Tower.

## Beschreibung
500 Park Avenue befindet sich in Midtown Manhattan im Stadtteil Turtle Bay (Midtown East) an der East 59th Street zwischen der Park Avenue und Madison Avenue. Bekannte Nachbargebäude sind unweit das General Motors Building im Westen und der Super-Wolkenkratzer 432 Park Avenue im Süden. Das Gebäude ist nur zwei Blocks vom westlich gelegenen Central Park entfernt.
Das ursprüngliche 11-stöckige Gebäude wurde von 1958 bis 1960 für die Pepsi Cola Corporation im internationalen Stil errichtet, das sie bis 1967 als Hauptsitz nutzte. Entworfen wurde das direkt an der Park Avenue gelegene Hochhaus von Gordon Bunshaft und Natalie de Blois vom Architekturbüro Skidmore, Owings and Merrill (SOM). Im Erdgeschoss befindet sich die Lobby und es besaß anfangs Ausstellungsräume, die heute eine Bankfiliale beherbergen. In den Etagen zwei bis zehn Büros sind untergebracht. Das Erdgeschoss ist gegenüber den Obergeschossen zurückgesetzt und bietet somit eine öffentliche überdachte arkadenartige Terrasse bis zu den Gehwegen beider angrenzenden Straßen. Das elfte Stockwerk wird von einem Penthouse eingenommen. Das Gebäude besitzt eine Vorhangfassade aus Glas und Aluminium. Ab 1967 zog PepsiCo nach Purchase um und es mietete sich ab 1970 das italienische Informationstechnik-Unternehmen Olivetti als neuer Mieter in das Gebäude ein. Fortan nannte man das Gebäude „Olivetti-Building“. Das Unternehmen blieb hier bis 1978 ansässig. Im gleichen Jahr erwarb der Immobilienunternehmer Peter Kalikow das Gebäude. 1981 wurde die Equitable Life Assurance der neue Eigentümer.
Von 1981 bis 1984 wurde im Auftrag des neuen Eigentümers Equitable Life Assurance der von James Stewart Polshek & Partners (Ennead Architects) entworfene Turm an der 59th Street erbaut, der sich nahtlos an das ältere Gebäude anfügt. In den ersten elf Etagen befinden sich Büroeinheiten, die mit den Büros des Pepsi-Gebäude verbunden sind. In den Stockwerken darüber sind bis zur Turmspitze 56 Eigentumswohnungen untergebracht. Der 40-stöckige Turm ist 142 m (466 Fuß) hoch und besitzt an der Nord- und Ostseite eine Fassade aus graugrünem Granit (Thermal Black) mit thermischer Oberfläche und an der Süd- und Westseite eine mit Aluminiumelementen eingefasste Glasfassade.
Am 20. Juni 1995 erklärte die Landmarks Preservation Commission der Stadt New York das elfstöckige Pepsi-Cola-Gebäude zum Wahrzeichen der Stadt.

## Galerie

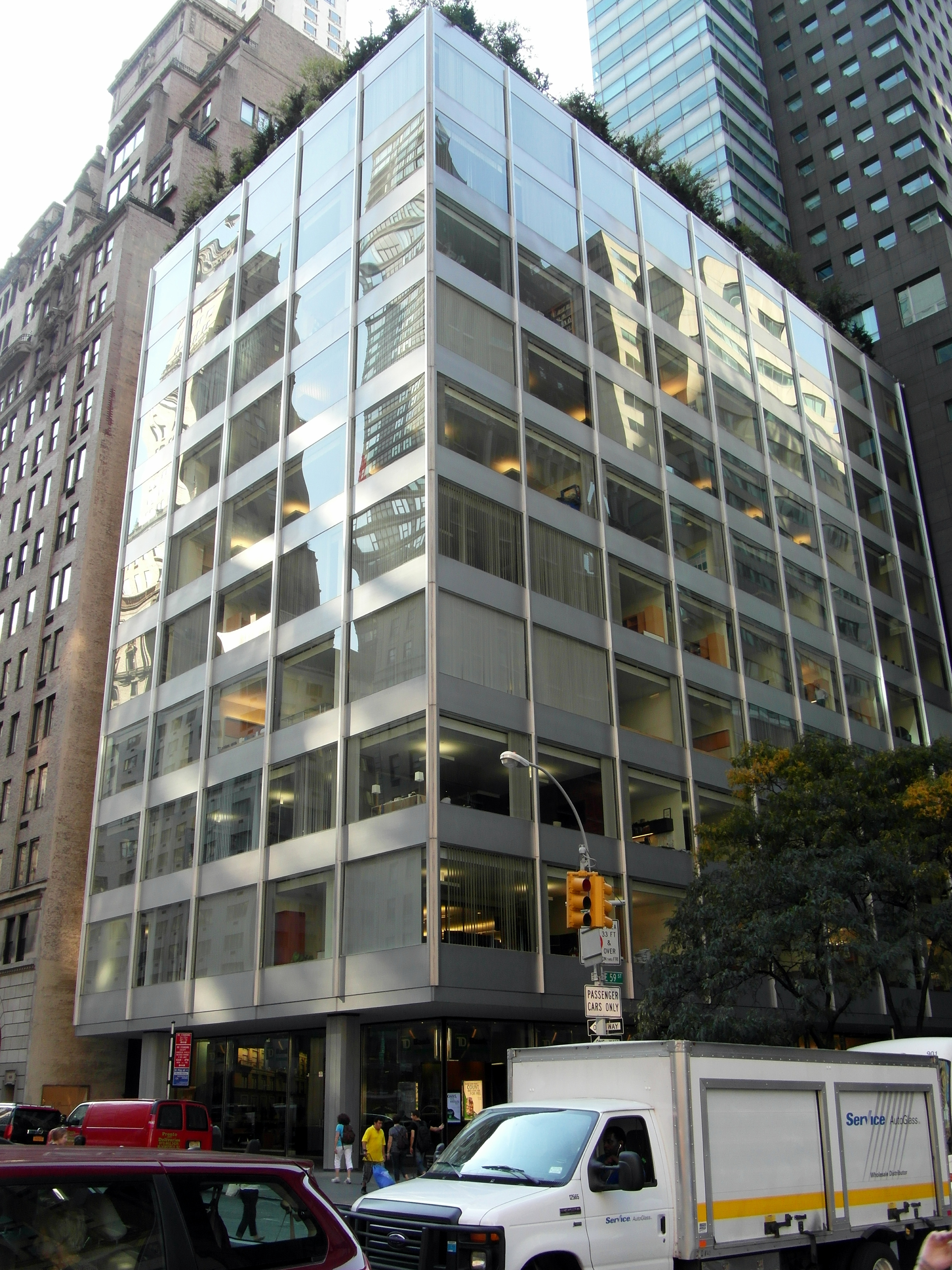
Pepsi Cola Building im Jahr 2012
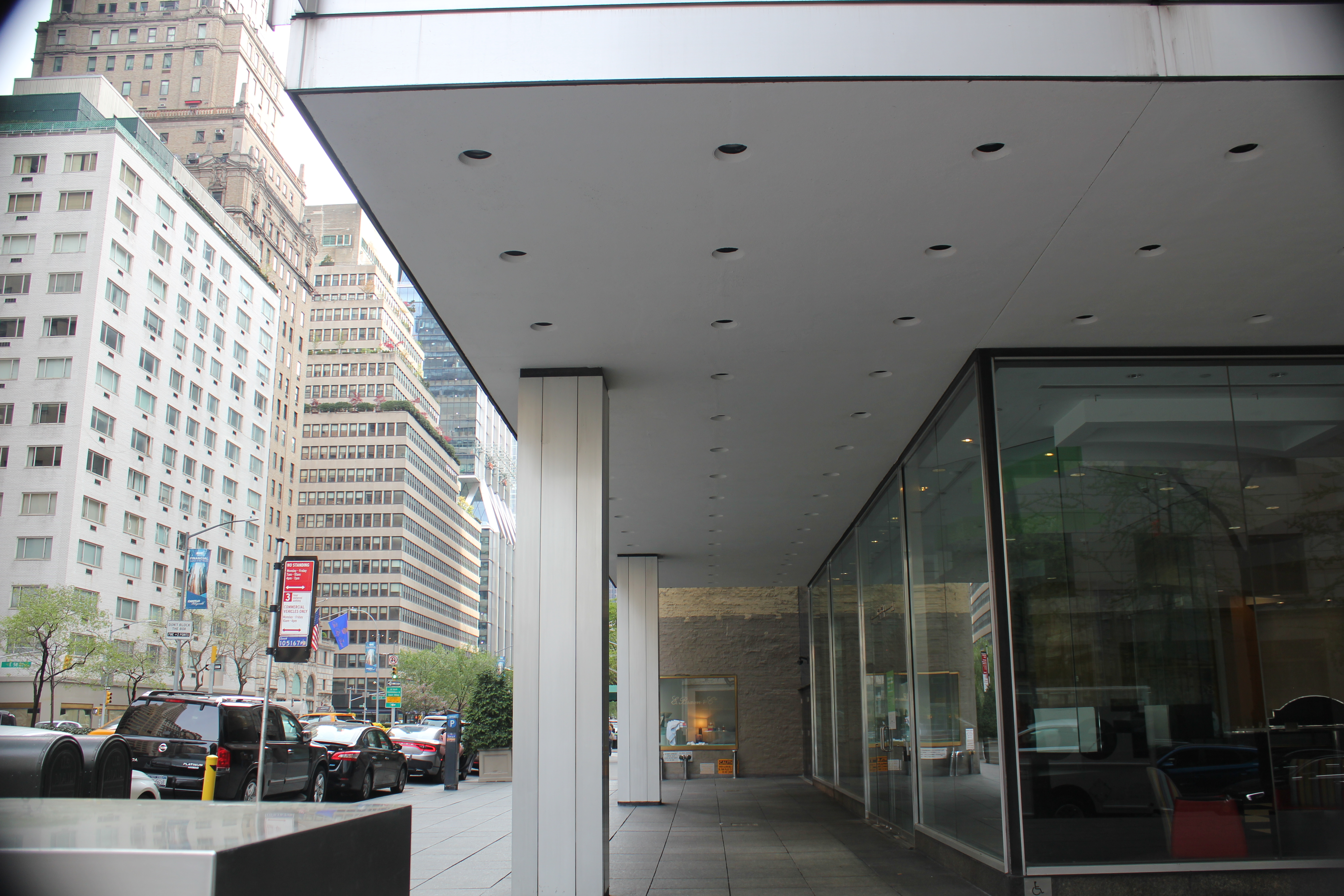
Erdgeschoss an der Park Avenue 2021
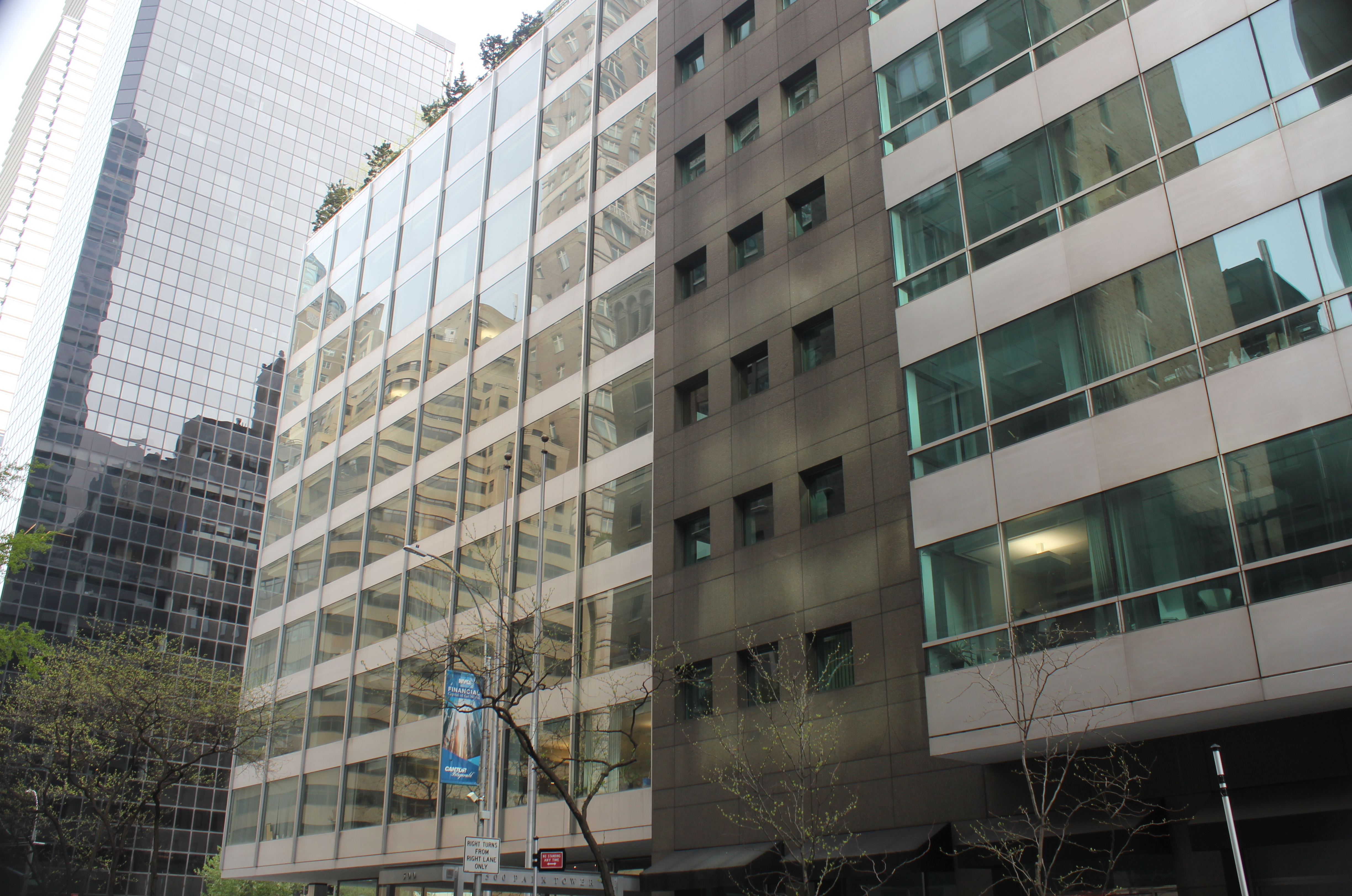
Blick entlang der 59th Street
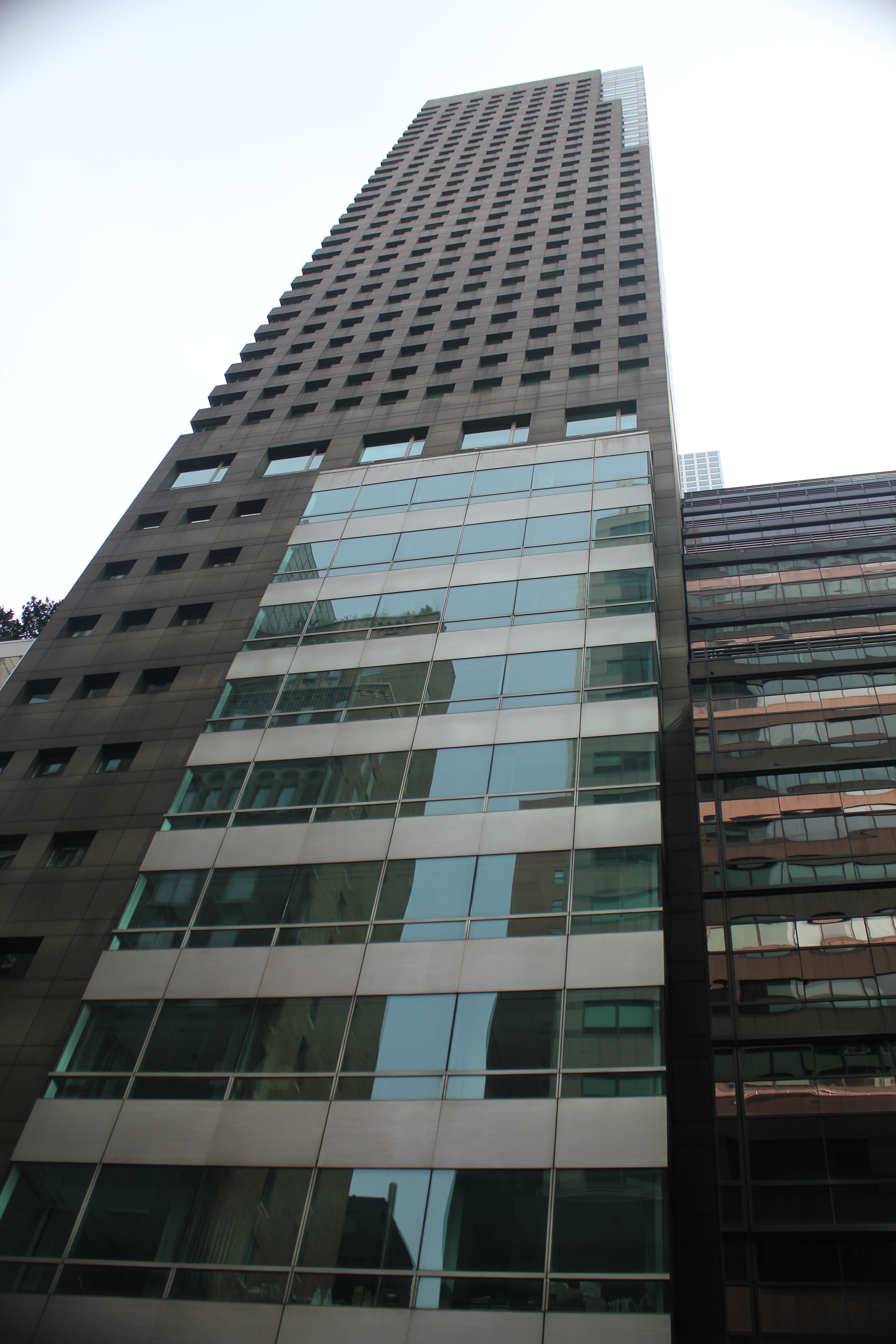
Der 500 Park Tower
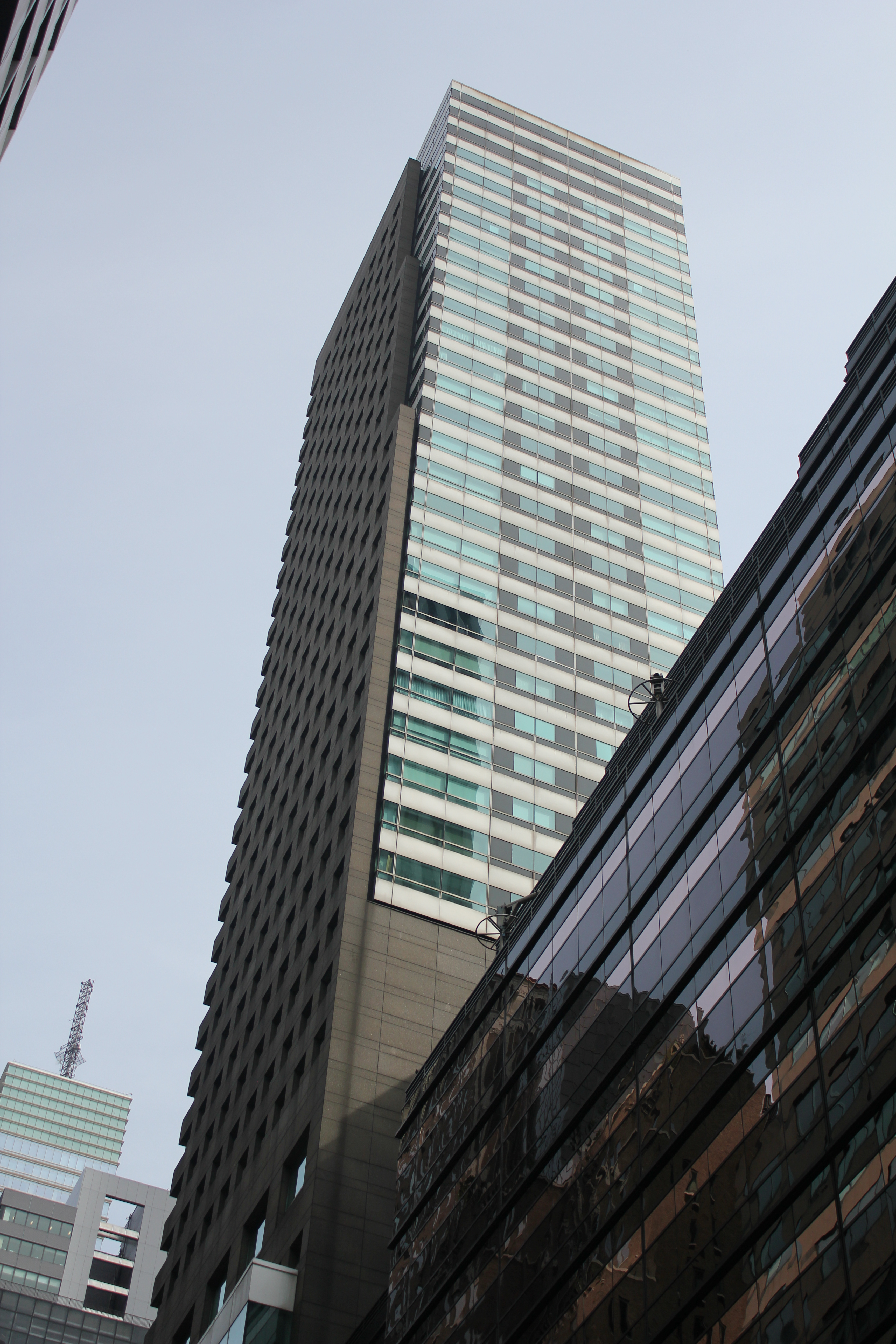
Blick von Westen auf den Tower